# Die Blücherbande
Die Blücherbande ist ein Fernsehfilm der ARD Degeto Film und der neuen deutschen Filmgesellschaft (ndF) von Udo Witte aus dem Jahr 2009. Die Gaunerkomödie im Stil der dänischen Filmreihe um die legendäre Olsenbande entstand nach einem Drehbuch von Michael Baier. Die Erstausstrahlung erfolgte am 5. Februar 2009 im Ersten.

## Handlung
Werner Blücher ist gerade erst aus dem Gefängnis entlassen worden. Doch weil er genau das ist, was man im allgemeinen Sprachgebrauch als echten Vollblutganoven bezeichnen würde, plant das ausgebuffte Schlitzohr schon wieder einen neuen Coup.
Von einem Mithäftling hat Blücher die Information bekommen, dass im Lagerhaus des zwielichtigen Unternehmers Leo Kaiser ein Safe zu finden ist, in dem 200.000 Euro des von Kaiser unterschlagenen Schwarzgeldes versteckt sind. Gemeinsam mit seinen beiden oftmals doch etwas schwerfällig und unbeholfen agierenden Kumpanen Andy Walz und Ollie Ambusch will Blücher nun so schnell wie möglich den Safe knacken und den Geldsegen an sich bringen. Doch als die drei den Geldtresor endlich öffnen, finden sie in dessen Inneren nichts weiter als jede Menge Staub. Denn bis auf einen Schlüssel ist der ansonsten streng bewachte Geldschrank komplett leer. Als aber Blücher, Andy und Ollie in Erfahrung bringen können, dass jener Schlüssel zum Eingangstor einer großen Lagerhalle passt, in der eine millionenschwere Überraschung auf sie wartet, gibt es für die drei kein Halten mehr. Sie ziehen einen von Blücher genial ausgedachten Plan durch. Denn in der Lagerhalle hortet Kaiser in riesigen Tabaksäcken jede Menge Geldscheine, die eigentlich zur Vernichtung bestimmt waren und von ihm stattdessen illegal beiseite geschafft wurden.
Nachdem die drei Freunde die tonnenschweren Geldsäcke abtransportiert und ihrer Meinung nach sicher versteckt haben, gehen die Probleme erst so richtig los. Denn nicht nur Kaiser und dessen Männer suchen nun fieberhaft nach Blücher, seinen beiden Kompagnons und dem von ihnen erbeuteten Geldschatz. Auch die Polizei, in Person vertreten durch die fanatische Hauptkommissarin Schmitz-Kesselhoff und ihren vertrottelten Assistenten Müller Zwo, sind der Gaunerbande bereits dicht auf den Fersen. Allerdings sind die Kriminalisten der Meinung, dass möglicherweise keine Tabaklieferung gestohlen wurde, sondern dass Kaiser nur wieder einmal die Versicherung betrügen will. Daher ist der Unternehmer nicht sehr daran interessiert, dass auch die Polizei nach der verschwundenen Ware sucht.
Die Blücherbande ist sich derweil nicht ganz einig darüber, wann sie ihre Beute verteilen. Da Ollie und Andy finanziell am Boden sind und sehnsüchtig auf etwas Bargeld hoffen, hat ihr Boss Blücher die Anweisung erteilt, erst in einigen Monaten das Geld anzurühren. Andy kann allerdings der Versuchung nicht widerstehen und packt sich schon einmal vorsorglich seine Aktentasche voll. Seine Frau ist über den plötzlichen Geldsegen begeistert und geht gleich erst einmal shoppen. Dadurch kommt Kaiser ihr schnell auf die Schliche und kidnappt sie kurzerhand.
Blücher geht nun in die Offensive und bietet Kaiser sein eigenes Geld wieder an, möchte dafür aber drei Millionen in ausländischer Währung und dazu Susanne Walz wohlbehalten zurück. Kaiser geht auf das Angebot ein, doch als er zu dem Haus kommt, wo die Säcke versteckt sind, steht dieses gerade lichterloh in Flammen und die Geldscheine fliegen durch die heiße Luft. Doch auch Blücher hat Kaiser unterschätzt, denn statt der Millionen hat er nur 12.000 Dollar bekommen. Doch Blücher wäre nicht Blücher, wenn er nicht schon wieder einen neuen Plan hätte. Und die Summe reicht als Startkapital dafür aus. Ollie und Andy sind allerdings wenig begeistert, schließlich hatten sie andere Pläne mit ihrer Beute.

## Produktion
Die Dreharbeiten zum Film fanden im Auftrag des Mitteldeutschen Rundfunks (MDR) vom 11. September 2007 bis zum 11. Oktober 2007 an Schauplätzen in Dresden und Leipzig statt. Die Produktion wurde von der ndF Berlin GmbH durchgeführt, einer Tochtergesellschaft der neuen deutschen Filmgesellschaft (ndF).

## Rezeption

### Einschaltquoten
Die Premiere und deutschsprachige Erstausstrahlung erfolgte am 5. Februar 2009 im Ersten. Sie erreichte 3,99 Millionen Zuschauer und damit einen Marktanteil von 12,6 Prozent der Zuschauer ab drei Jahren.

### Kritik
TV Spielfilm urteilte: „Die Parallelen zur dänischen Olsen-Bande lassen wir mal als Reminiszens durchgehen. Das Buch von Michael Baier […] ist weitgehend pointenfrei, und „Großstadtrevier“-Regisseur Udo Witte bietet allerhöchstens Spannung auf Kinderprogrammniveau.“ Das Fazit lautete: „Diese TV-Lieblinge kommen nicht in die Puschen“.
Andre Mielke nannte den Film in der Welt „eine erschütternd triste Komödie“; die zahlreichen nach dem Vorbild der dänischen Olsenbande gestalteten Handlungselemente würden „mechanisch abgearbeitet“ und seien „fernab von Slapstick oder Wortwitz“.
Der freiberufliche Fernseh- und Filmkritiker Tilmann P. Gangloff urteilt in tittelbach-tv u. a., dass der Film „Die Blücherbande“ nicht mehr sein wolle „als eine Gaunerkomödie“, die ihre Story aber auf „ungemein sympathische, angenehm altmodische Weise“ erzähle. Die Produktion lebe „fast ausschließlich von ihren Titeldarstellern“ und sei bis in die Nebenrollen hinein „stark besetzt“
Quotenmeter.de nannte den Film „eine unaufgeregte, aber doch recht unterhaltsame Gaunerklamotte, die zwar keinen bleibenden Eindruck hinterlässt, aber den Zweck einer netten Abendunterhaltung voll und ganz erfüllt.“